# Graphium ucalegon
Graphium ucalegon är en fjärilsart som först beskrevs av William Chapman Hewitson 1865.  Graphium ucalegon ingår i släktet Graphium och familjen riddarfjärilar.
Artens utbredningsområde är Tanzania. Inga underarter finns listade i Catalogue of Life.

## Bildgalleri

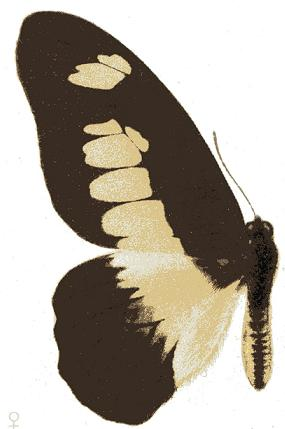
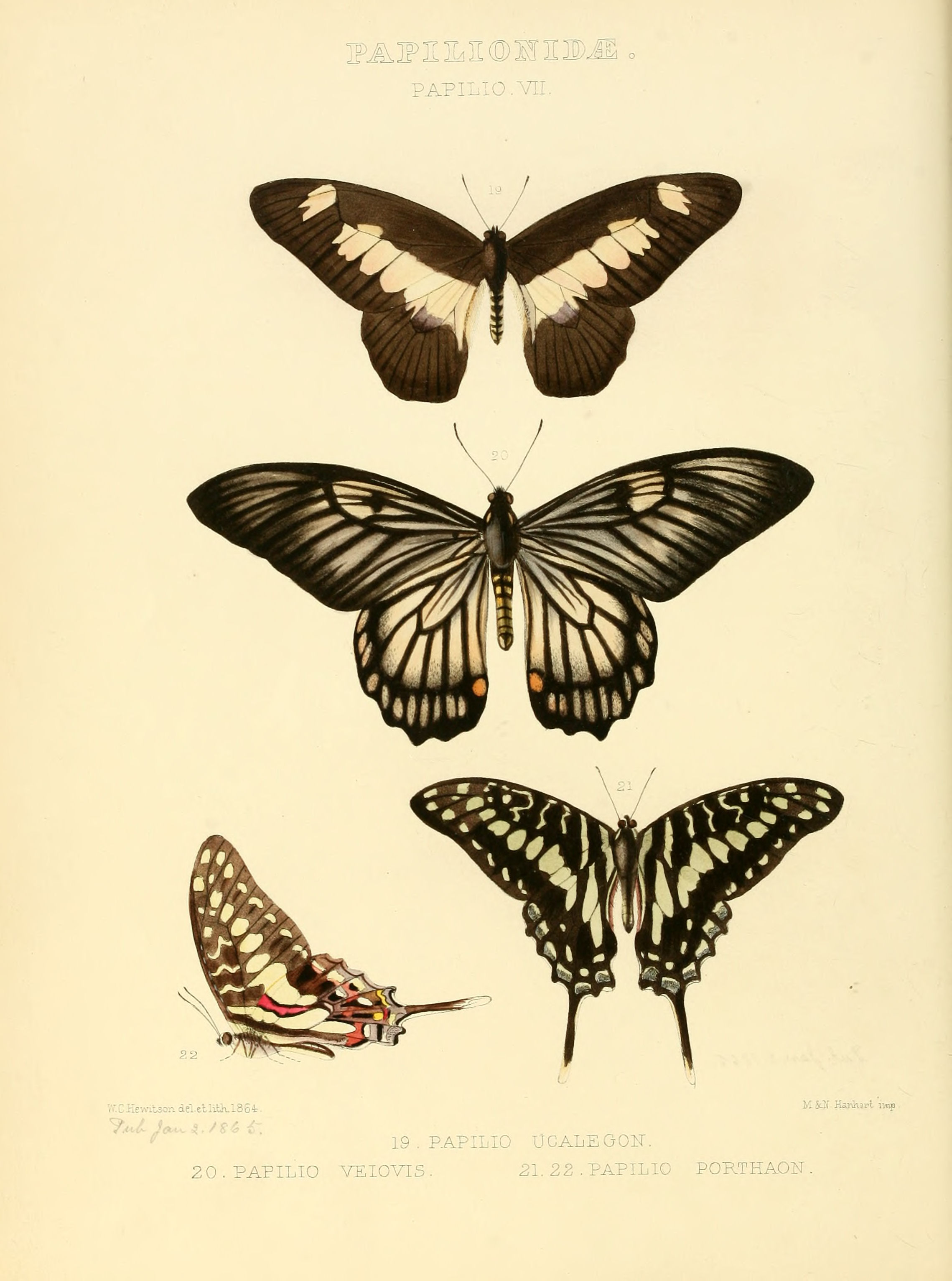
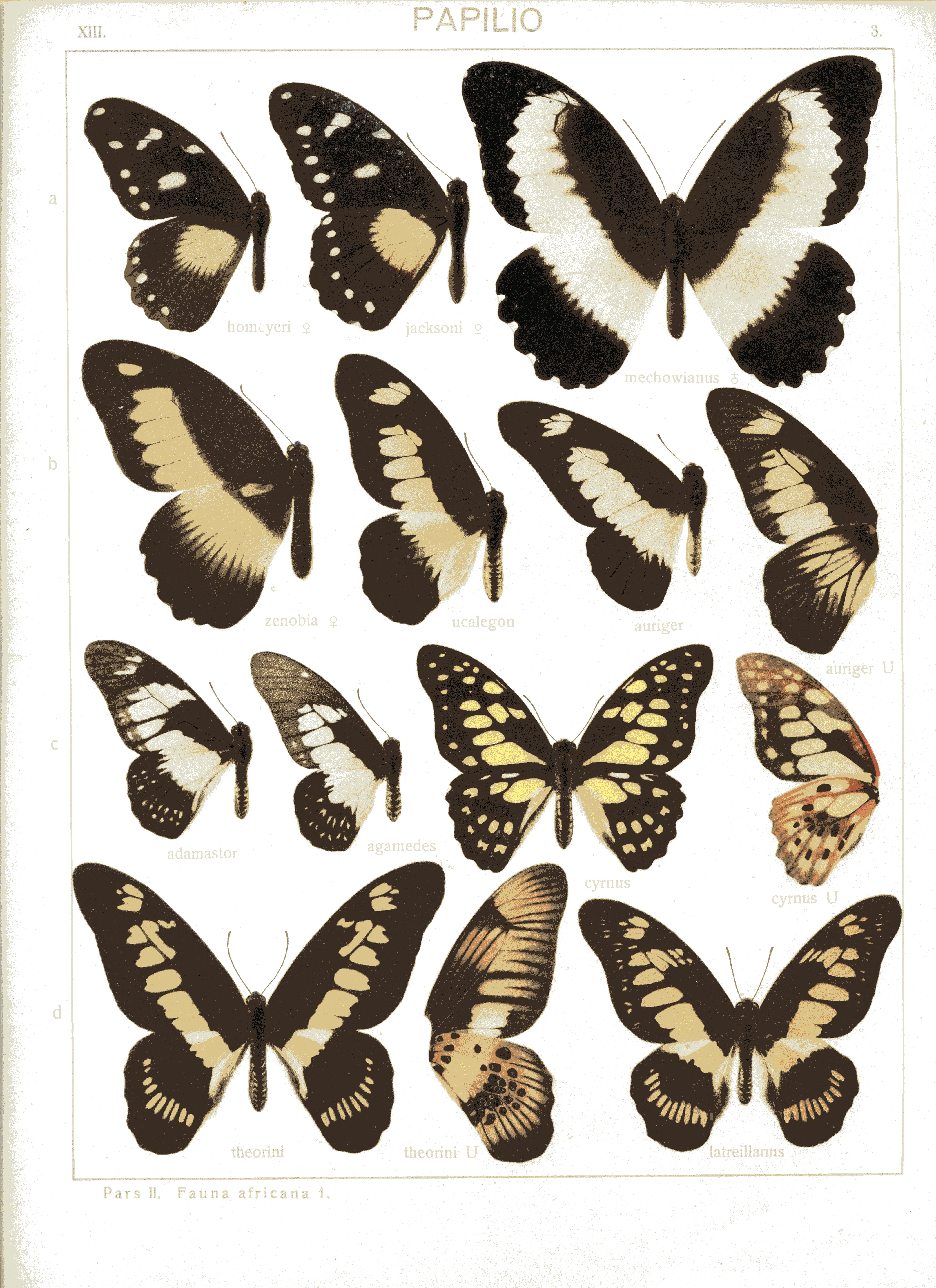